# Jacques Joseph Marie Despierre

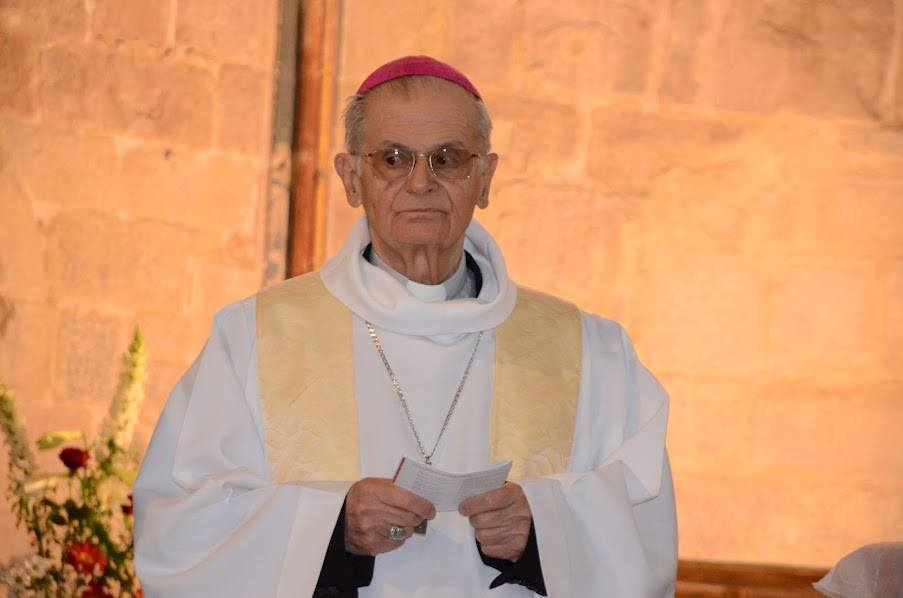
Jacques Joseph Marie Despierre

Jacques Joseph Marie Despierre IdP (* 6. Mai 1928 in Toulouse) ist Altbischof von Carcassonne.

## Leben
Jacques Joseph Marie Despierre trat dem Säkularinstitut Istituto del Prado bei und empfing am 24. Juni 1952 die Priesterweihe. Papst Johannes Paul II. ernannte ihn am 25. August 1982 zum Bischof von Carcassonne.
Der Erzbischof von Toulouse André Charles Collini weihte ihn am 10. Oktober desselben Jahres zum Bischof; Mitkonsekratoren waren Pierre-Marie Puech, emeritierter Bischof von Carcassonne, und Sabin-Marie Saint-Gaudens, Bischof von Agen.
Am 28. Juni 2004 nahm Papst Johannes Paul II. seinen altersbedingten Rücktritt an.